# Kaserne IV des Infanterieregiments Bremen
Die Kaserne IV des Infanterieregiments „Bremen“ in Bremen,  Stadtteil Neustadt, Neustadtscontrescarpe 49/51 und Schulstraße 11 wurde um 1890 erbaut.
2010 wurde die Kaserne IV unter Denkmalschutz gestellt.

## Geschichte

Nicht erhaltene Kaserne I

Bremer Stadtmilitär gab es in verschiedenen organisatorischen Formen als Bürgertruppe in den vier Kirchspielmannschaften, als Bremer Bürgerkompanien, als Bremer Schützenkompanien oder als Bürgerwehr/Bürgergilde. Das Infanterie-Regiment „Bremen“ (1. Hanseatisches) Nr. 75 war ein Infanterie-Regiment der preußischen Armee, das in Bremen und Stade stationiert war und seit 1866 mit Ergänzungen von 1867 und 1904 bis 1918 diesen Namen trug. Die Kasernen gingen 1873 von Bremen an das Deutsche Kaiserreich.
Die um 1890 erbaute ehemalige Kaserne IV ist das älteste, erhaltene Gebäude in Bremen, das für militärische Zwecke errichtet wurde. Es ist ein wichtiges Zeugnis bremischer Militärgeschichte. Sie ist der letzte Rest der Kasernengruppe am Neustadtswall. Auf den Bastionen des Neustadtswalls waren 1815 beim Hohentor und 1840/42 auf der Schwarzpottbastion erste Kasernenbauten errichtet worden. Die Kaserne am Hohentor diente als Kavalleriestandort und wurde bald aufgegeben. Die Kaserne auf der Schwarzpottbastion brannte 1871 ab. Sie wurde wieder aufgebaut und erweitert. Diese erste Kaserne I wurde 1892/93 um die Kasernen II, III, IV und V sowie weitere Bauten ergänzt. Die Kasernenanlage diente dem  Infanterieregiment „Bremen“ (1. Hanseatisches) Nr. 75. Die 1892/93 errichteten typischen Kasernenbauten entstanden im Bereich des zugeworfenen früheren Grabens der Neustädter Wallanlagen.
Das dreigeschossige Backsteinbäude der Kaserne IV hat einen dreiachsigen, gestaffelten mittleren Risalit. In der Bauepoche des Historismus wurden die Stilelemente aus dem Klassizismus aufgenommen wie bei der Kaserne I. Die Rundbogenfenster und das Kranzgesims prägen die Gestaltung. Im Zweiten Weltkrieg wurden die Kasernenbauten am Neustadtswall zerstört. Nur die Kaserne IV war wenig beschädigt und konnte wiederhergerichtet werden.
Die erhaltene, langgestreckte Einfriedung des Kasernengeländes an der Neustadtscontrescarpe besteht aus dem Backsteinsockel, den Backsteinpfeilern mit Sandsteinabdeckung und den schmiedeeisernen Gitterelementen.
Das Gebäude wurde bis 1918 vom Infanterie-Regiment „Bremen“ (1. Hanseatisches) Nr. 75, 1919 von der Regierungsschutztruppe Bremen, ab Oktober 1919 von dem I. Bataillon des Reichswehr-Schützen-Regiments 110 und nach 1945 von der Polizei genutzt. Das Polizeirevier Neustadt zog zur Airportstadt (Bremer Flughafen), Otto-Lilienthal-Straße 15/17, um. Es verblieb die Polizeistation Neustadt, Schulstraße 11, in der ehemaligen Kaserne.